# Райброт
Райброт (пол. Rajbrot) — село в Польщі, у гміні Ліпниця-Мурована Бохенського повіту Малопольського воєводства.
Населення — 2336 осіб (2011).
У 1975—1998 роках село належало до Тарновського воєводства.

## Географія
У селі бере початок річка Ушвиця.

## Демографія
Демографічна структура станом на 31 березня 2011 року:
|          | Загалом | Допрацездатний вік | Працездатний вік | Постпрацездатний вік |
| -------- | ------- | ------------------ | ---------------- | -------------------- |
| Чоловіки | 1189    | 319                | 775              | 95                   |
| Жінки    | 1147    | 293                | 659              | 195                  |
| Разом    | 2336    | 612                | 1434             | 290                  |